# Лядская волость

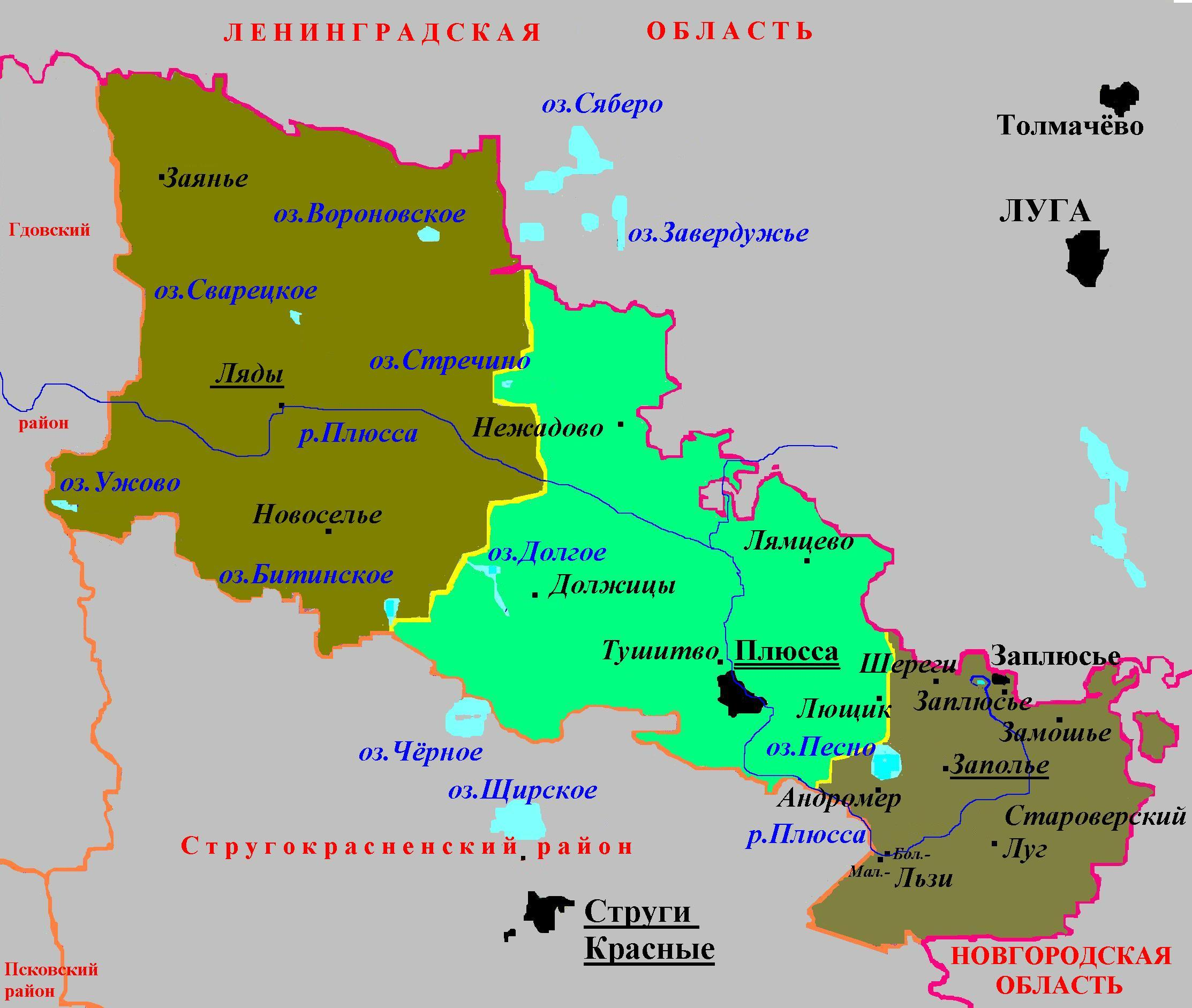
Административное деление Плюсского района с 2006 года

Лядская волость — административно-территориальная единица 3-го уровня и муниципальное образование со статусом сельского поселения в Плюсском районе Псковской области Российской Федерации.
Административный центр — село Ляды, которое находится на западе района на дороге Гдов—Плюсса, в 47 км к западу от Плюсса и в 79 км к востоку от Гдова.

## География
Территория волости занимает западную часть района и граничит на востоке с Плюсской волостью, на западе — с Гдовским районом, на юге — со Струго-Красненским районом Псковской области, на севере — с Ленинградской областью.
По территории сельского поселения протекают Плюсса и впадающие в неё реки: Дряжна, Люта, Ореховенка, Рудна, Яня и др., а также их притоки: Крапивня (приток Яни), Ктинянка (приток Яни), Чёрная (приток Вёрдуги) и прочие.
На территории волости расположены озёра: Битинское (1,0 км², глубиной до 8 м), Ужово или Большое (0,9 км², глубиной до 8 м), Ктинское (0,8 км², глубиной до 5,5 м), Межницкое (0,7 км², глубиной до 8,4 м), Занасабелье, Липетово, Бахманское, Друичино, Белое, Берёзненское, Большое Сивицкое, Годовник и др.
Наиболее высокое место на территории поселения — Жужова Гора (142,6 м); наиболее низкое — урез р. Плюссы на границе с Гдовским районом (около 33,5 м).
По волости проходит автодорога республиканского значения Р61 Заполье — Плюсса — Ляды — Чернёво — Гдов, асфальтированная от Заполья до Ляд, и несколько дорог местного значения: Ляды — Новоселье — Струги-Красные; Детково — Заянье — Шавково — Заручье; Ляды — Пелеши — Котоши; Гнездилова Гора — Ктины — Алёксино; Ореховно — Полуяково; Воронино — Лосицы. Через р. Плюссу в с. Ляды, у дер. Сербино и у дер. Комарово построены автомобильные мосты.

## Население
| 2002  | 2010  | 2012  | 2013  | 2014  | 2015  | 2016  |
| ----- | ----- | ----- | ----- | ----- | ----- | ----- |
| 1761  | ↗2078 | ↘1993 | ↘1955 | ↘1911 | ↘1877 | ↘1829 |
| 2017  | 2018  | 2019  | 2020  | 2021  |       |       |
| ↘1799 | ↘1733 | ↘1693 | ↘1676 | ↘1654 |       |       |

## Населённые пункты
В состав Лядской волости входят 65 населённых пунктов, в том числе: 1 село и 64 деревни:
| №  | Населённый пункт  | Тип     | Население, чел. |
| -- | ----------------- | ------- | --------------- |
| 1  | Алёксино          | деревня | ↘18             |
| 2  | Бере́зицы          | деревня | ↘22             |
| 3  | Берёзно           | деревня | ↘10             |
| 4  | Бешково           | деревня | ↘0              |
| 5  | Больши́е Боло́та    | деревня | →0              |
| 6  | Большие Житковицы | деревня | ↘1              |
| 7  | Большо́е Го́лубско  | деревня | ↘1              |
| 8  | Бор               | деревня | ↘9              |
| 9  | Васи́льевско       | деревня | ↘3              |
| 10 | Вешень            | деревня | ↘0              |
| 11 | Воронино          | деревня | ↘5              |
| 12 | Выползово         | деревня | ↗2              |
| 13 | Высоково          | деревня | ↗17             |
| 14 | Глебова Горка     | деревня | →0              |
| 15 | Гнезди́лова Гора́   | деревня | ↘10             |
| 16 | Горбово           | деревня | →7              |
| 17 | Го́рка             | деревня | ↘5              |
| 18 | Дворец            | деревня | ↘0              |
| 19 | Де́тково           | деревня | ↘12             |
| 20 | Дряжно            | деревня | ↘10             |
| 21 | Заборовка         | деревня | →0              |
| 22 | Заво́д             | деревня | ↘0              |
| 23 | Заозе́рье          | деревня | →6              |
| 24 | Заозе́рье          | деревня | ↘11             |
| 25 | Зару́денье         | деревня | ↘136            |
| 26 | Зая́нье            | деревня | ↘226            |
| 27 | И́гомель           | деревня | ↘159            |
| 28 | Каменка           | деревня | →8              |
| 29 | Комаро́во          | деревня | ↘9              |
| 30 | Корпово           | деревня | →5              |
| 31 | Котоши            | деревня | ↘12             |
| 32 | Кти́ны             | деревня | ↘5              |
| 33 | Ло́сицы            | деревня | ↘125            |
| 34 | Лотохо́во          | деревня | ↘2              |
| 35 | Луг               | деревня | ↗2              |
| 36 | Люблёво           | деревня | ↘7              |
| 37 | Ляди́нки           | деревня | ↗5              |
| 38 | Ля́ды              | село    | ↘865            |
| 39 | Ма́лое Го́лубско    | деревня | ↘8              |
| 40 | Малые Житковицы   | деревня | ↘1              |
| 41 | Ма́рьинско         | деревня | ↘17             |
| 42 | Межни́к            | деревня | ↘6              |
| 43 | Межни́к            | деревня | ↘1              |
| 44 | Мы́шка             | деревня | ↘1              |
| 45 | Новопо́лье         | деревня | ↘8              |
| 46 | Новосе́лье         | деревня | ↘132            |
| 47 | О́реховно          | деревня | ↘84             |
| 48 | Палицы            | деревня | ↘5              |
| 49 | Пеле́ши            | деревня | ↘8              |
| 50 | Пелешок           | деревня | ↘0              |
| 51 | Перёдкино         | деревня | ↘6              |
| 52 | Пестка            | деревня | ↘0              |
| 53 | Полуяково         | деревня | ↘1              |
| 54 | Поча́п             | деревня | ↘42             |
| 55 | Пыщерово          | деревня | ↘0              |
| 56 | Ра́долицы          | деревня | ↘11             |
| 57 | Ржевка            | деревня | →0              |
| 58 | Рудно             | деревня | ↘3              |
| 59 | Ря́синец           | деревня | ↘1              |
| 60 | Се́глицы           | деревня | ↘3              |
| 61 | Се́рбино           | деревня | ↘9              |
| 62 | Струйско          | деревня | ↗7              |
| 63 | Супо́р             | деревня | ↘1              |
| 64 | Тросно            | деревня | ↘5              |
| 65 | Турец             | деревня | ↘2              |

Помимо этого, на территории волости существует несколько снятых с учёта населённых пунктов: Большо́й Сва́рец, Гни́лостицы, Заберезье, Поля́нка, Пусты́нька, Фетко́вщина, Яру́н.
Всего на территории сельского поселения Лядская волость по итогам переписи населения 2010 года проживало постоянно 2078 человек. В летний период население волости значительно увеличивается за счёт приезжающих, в основном из Санкт-Петербурга.
Крупнейшими населёнными пунктами Лядской волости по итогам переписи 2010 года являются село Ляды (865 человек) и деревня Заянье (226 человек).

## История
Территория современной волости в 1927—1959 годах входила в Лядский район в виде ряда сельских советов, в том числе Лядского сельсовета.
В 1928 году Дворецкий сельсовет был включён в Лядский сельсовет, а Марьинский — в Заянский; также Высоковский и Самокражский были объединены в Сварецкий сельсовет, а Детково-Алексинский и Сербинский — в Алексинский сельсовет; Бешковский и Драженский — в Новосельский сельсовет; часть Заозерского сельсовета включена в Котошский сельсовет; тажке Горско-Музоверский был переименован в Музоверский сельсовет.
Указом Президиума Верховного Совета РСФСР от 16 июня 1954 года в Лядский сельсовет были включены Алексинский и Сварецкий сельсоветы, а в Заянский сельсовет — Горский и Заводский сельсоветы; также в Лосицкий сельсовет были объединены Котошский, Люблевский, Музоверский и Новосельский сельсоветы.
Указом Президиума Верховного Совета РСФСР от 3 октября 1959 года Лядский район был упразднён, его территория в основном вошла в Плюсский район.
С 1963 до 1965 годы территория Плюсского района с его сельсоветами временно входила в Стругокрасненский район.
Постановлением Псковского областного Собрания депутатов от 26 января 1995 года все сельсоветы в Псковской области были переименованы в волости, в том числе Лядский сельсовет был превращён в Лядскую волость.
Законом Псковской области от 28 февраля 2005 года в границах Заянской, Лосицкой и Лядской волостей было образовано муниципальное образование Лядская волость со статусом сельского поселения с 1 января 2006 года в составе муниципального образования Плюсский район со статусом муниципального района.
Главы сельского поселения Лядская волость:
- с 2006 по 2011 — Гуща Антонина Фёдоровна;
- с 2011 по 2018 — Хулкко Алексей Вильямович[19];
- с 2018 года — Алимов Рагим Ахмедович[20].

## Достопримечательности

### Музеи
- Заянье. Краеведческий музей[21].
- Лосицы. Литературно-мемориальный дом-музей Ал. Алтаева, усадьба Лог. Открыт: 9.00 — 17.00. Выходной: понедельник. Тел. (81133) 2-62-09[22].
- Ореховно. Краеведческий музей[23].

### Исторические усадьбы и парки
- Ктины. Остатки парка, фундаменты на месте мызы Хтины. (Первоначально (возможно, что уже к 1497 и по 1573) — Тыртовых; с 1753 года — Березиных, с 1807 года — Дириных, с 1833 года — фон Рейц, с 1897,98 года — Кашкаровых.)
- Лосицы. Усадьба Лог (см. Музеи)[24].
- Марьинско. Место усадьбы Мариинское Дружининых[25].
- Урочище Харламова Гора. Остатки парка на месте бывшей усадьбы Харламова Гора[26].
- Пелешок. Старинное усадище графов Татищевых[27]. В 1880-х годах здесь была усадьба отставного майора В. О. Черкасова[28]. Сохранились остатки фундамента усадьбы, пруды и липовые аллеи.

### Церкви, монастыри, часовни
- Алёксино. Часовня (каменная), в аварийном состоянии.
- Игомель. Церковь Александра Свирского (деревянная), освящена 30 апреля 2010 г. Действующая.
- Игомель. Часовня в память святой великомученице Анастасии Узорешительницы (деревянная), освящена 12 декабря 2009 г., построена на месте старой часовни.
- Заянье. Церковь Николая Чудотворца (деревянная), построена между 1629 и 1646 гг.; 25 сентября 1699 г. освящён новый придел во имя Сергия Радонежского; 1 мая 1899 г., после реконструкции (подведён каменный фундамент, стены обшиты тёсом, а главы — железом), храм был вновь освящён еп. Вениамином. Действующая. Настоятель о. Роман (Загребнев).
- Заянье. Церковь Николая Чудотворца (каменная), построена и освящена в 1865 г.; 24 сентября 1870 г. освящён придел во имя преподобного Стефана Нового, 24 сентября 1876 г. — придел во имя Сергия Радонежского. Недействующая.
- Ктины. Церковь Дмитрия Солунского (деревянная известна с 1571 г.; ныне существующая, каменная, освящена 8 мая 1871 г., в 1904-ок.1908 пристроена новая колокольня). Недействующая.
- Лосицы. Церковь святителя Митрофана Воронежского (каменная), перестроена из часовни и освящена в 1856 г. Сгорела в феврале 2011 года[29][30], восстановлена через год[31].
- Ляды. Церковь Вознесения Господня (2005—2006 гг.; деревянная). Действующая. Настоятель — иерей Александр (Тимофеев)[32].
- Ляды. Часовня в честь святой великомученицы Параскевы Пятницы на ул. Матвеевской (деревянная), освящена 11 октября 2009 г. Построена на месте развалин старой.
- Новоселье. Часовня в честь Рождества Божией Матери (деревянная), освящена 25 сентября 2010 г.
- Ореховно. Часовня во имя Святой Троицы (деревянная) на месте бывшей Троицкой церкви села Боброва, сожженной в 1944 г. Часовня освящена 11 июня 2006 г.
- Полуяково. Часовня во имя святых мучеников Флора и Лавра (деревянная).
- Радолицы. Часовня во имя святого Георгия Победоносца (деревянная), построена в конце XIX в., отремонтирована в 2009 г.
- Супор. Часовня во имя Ильи Пророка (деревянная).

### Памятники и исторические захоронения
- Большое Голубско. Могила погибших в Великую Отечественную войну.
- Комарово. Могила погибших в Великую Отечественную войну.
- Ляды. Центральное братское захоронение погибших в Великую Отечественную войну.
- Ляды. Могила погибших в Гражданскую войну на ул. Советская.
- Ляды. Братская могила погибших в Великую Отечественную войну около школы.
- Малое Голубско. Могила погибших в Великую Отечественную войну.
- Мышка. Могила погибших в Великую Отечественную войну.
- Мышка. Памятный знак погибшему экипажу самолёта СУ-24, разбившемуся 19 февраля 2002 года.
- Почап. Могила погибших в Великую Отечественную войну.

### Достопримечательности природы
- Урочище Слуды — геоморфологический памятник природы, обнажения красного девонского песчаника на левом берегу реки Плюссы, высотой до 20 метров, протяжёностью около 500 метров[33].

## Известные люди
На территории сельского поселения родились:
- Боболев, Василий Константинович — советский учёный, Герой Социалистического Труда, доктор технических наук (1954), профессор (1968), дважды лауреат Сталинской премии, родился в деревне Верхнее Ореховно (ныне — дер. Ореховно) 28 июля 1908 года.
- Ломоносов, Василий Георгиевич — деятель ВЧК—ОГПУ—НКВД СССР, депутат Верховного Совета СССР 1 созыва, родился в деревне Радолицы в 1896 году.
- Павлин Фёдорович Виноградов — активный участник Гражданской войны, родился в деревне Заянье в январе 1890 года.
- Прокопенко, Валерий Александрович — заслуженный тренер России и СССР по академической гребле, родился в деревне Жилые Болота (ныне — Большие Болота) 31 июля 1941 года.

## Фотогалерея

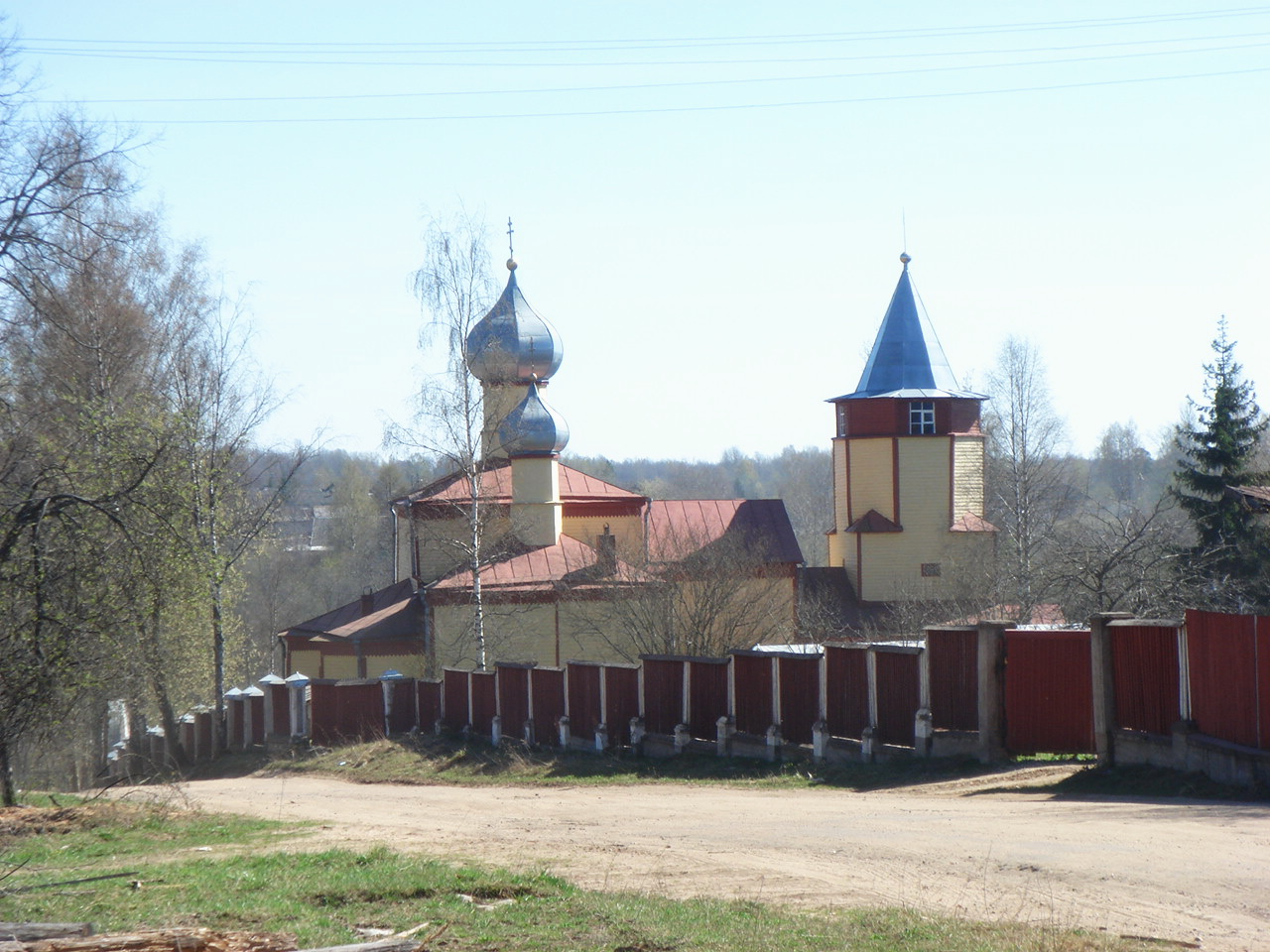
Церковь святого Николая Чудотворца (первая половина XVII в.) при въезде в деревню Заянье
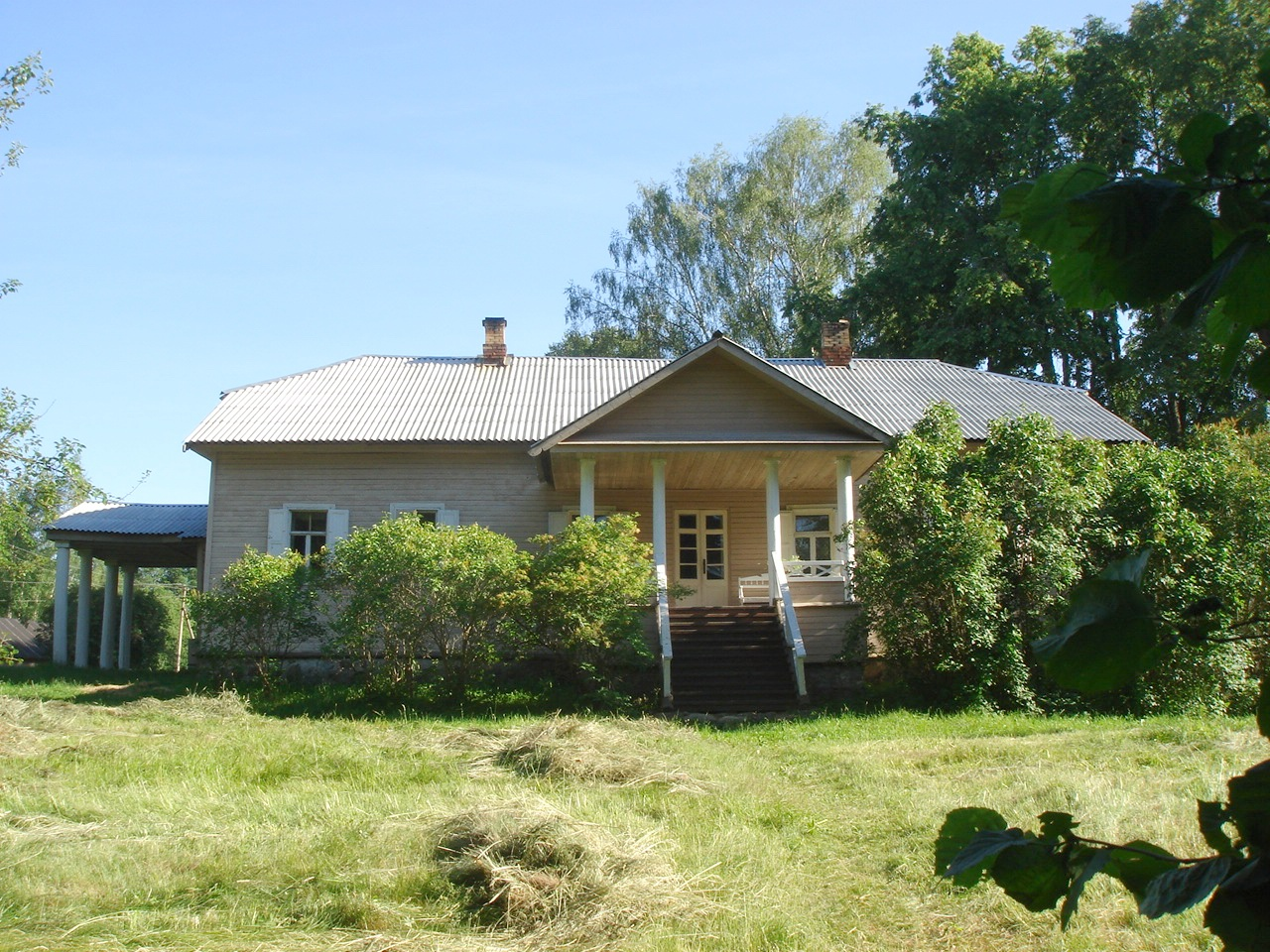
Усадьба Лог, дом писательницы Алтаевой-Ямщиковой М. В. в деревне Лосицы
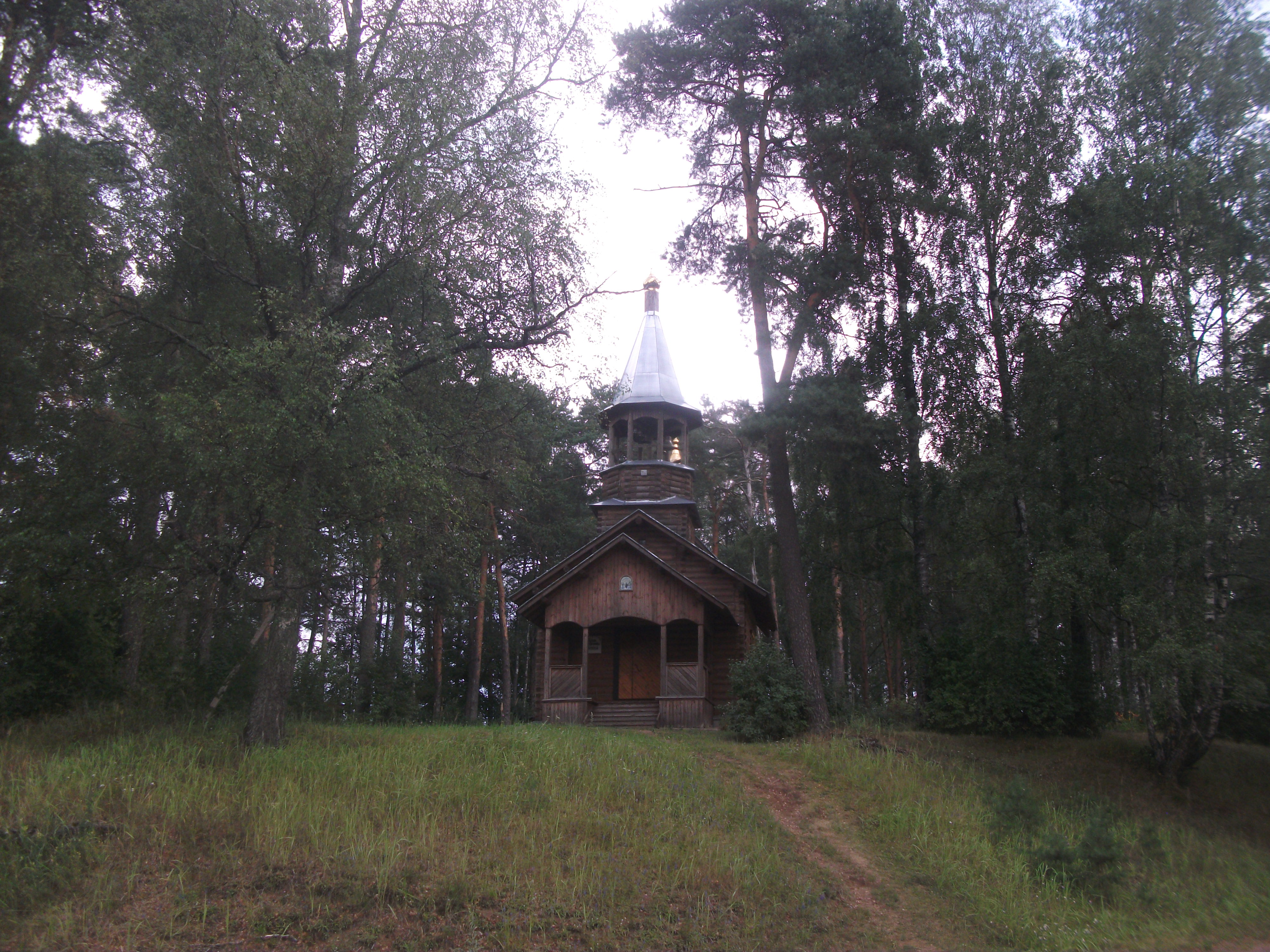
Церковь Вознесения Господня (2005—2006 гг.) в селе Ляды
Ктинское озеро, вид на деревню Заозерье

## Экономика
В волости производится лесозаготовка и первичная обработка древесины (например, ООО «Межхозяйственный лесхоз „Ляды“»). В сфере сельского хозяйства работает ООО «Ляды».